# Yangxi (sockenhuvudort i Kina, Zhejiang Sheng, lat 27,40, long 119,80)
Yangxi (kinesiska: 垟溪乡, 垟边) är en sockenhuvudort i Kina. Den ligger i provinsen Zhejiang, i den östra delen av landet, omkring 320 kilometer söder om provinshuvudstaden Hangzhou. Antalet invånare är 2 963. Befolkningen består av 1 334 kvinnor och 1 629 män. Barn under 15 år utgör 18,0 %, vuxna 15-64 år 60 %, och äldre över 65 år 20,0 %.
Runt Yangxi är det ganska tätbefolkat, med 179 invånare per kvadratkilometer. Närmaste större samhälle är Shiyang, 9,8 km öster om Yangxi. I omgivningarna runt Yangxi växer i huvudsak blandskog.
Genomsnittlig årsnederbörd är 2 199 millimeter. Den regnigaste månaden är juni, med i genomsnitt 339 mm nederbörd, och den torraste är oktober, med 63 mm nederbörd.